# Dumai Express 10
El MV Dumai Express 10 fue un transbordador, que transportaba a más de 300 personas, y que se hundió el 22 de noviembre de 2009 por la mañana, cerca de la isla de Iyu Kecil, en la regencia de Karimun (Indonesia), en las islas Riau, debido a las malas condiciones meteorológicas. Testigos presenciales informaron de que olas gigantescas habían golpeado repetidamente al transbordador, lo que provocó que el costado de estribor del barco se agrietara. Posteriormente, una cantidad considerable de agua se derramó sobre la cubierta. A las 9:55 horas, el transbordador estaba completamente sumergido.
Se desplegaron equipos de búsqueda y rescate en la zona. Se encontraron más de 250 supervivientes. En los días siguientes se descubrieron 42 cadáveres y 33 seguían desaparecidos. Se presume que los desaparecidos murieron en el accidente. Este es el segundo gran desastre de ferry en Indonesia en 2009. A principios de año, un ferry que transportaba a más de 300 personas volcó debido al mal tiempo en Majene , Sulawesi Occidental , y más de 300 personas murieron en el desastre.
El accidente fue investigado por el Comité Nacional de Seguridad del Transporte. La investigación reveló que la pared frontal de la superestructura del transbordador no era suficiente para contrarrestar la fuerza de las olas. Las olas golpearon al transbordador repetidamente y posteriormente dañaron la pared frontal. Al agrietarse por las olas, el agua entró en la cubierta principal. Cuando la cubierta se inundó, el transbordador perdió su capacidad de flotar.
El 2 de diciembre, a las 16:00 hora local, el buque militar indonesio KRI Pulau Romang localizó los restos del ferry. Los restos se encontraban a una profundidad de 40 metros y se encontraban a unos 2 kilómetros del lugar del naufragio. Se enviaron buzos a la zona. Consiguieron recuperar dos cuerpos más de los restos, elevando el número de muertos a 42. Sin embargo, 33 personas seguían desaparecidas. Varios familiares de las víctimas pidieron a las autoridades que recuperaran el ferry hundido.